# Naruto Shippuden: La torre perduda
Naruto Shippuden: La torre perduda (劇場版 NARUTO 疾風伝 ザ・ロストタワー, Gekijōban Naruto Shippūden: Za Rosuto Tawā) és una pel·lícula d'anime d'acció i aventura de 2010 basada en la sèrie de manga i anime de Masashi Kishimoto. Es va estrenar el 31 de juliol de 2010. Juntament amb la pel·lícula, també es va mostrar un curtmetratge còmic anomenat Gekijōban Naruto Soyokazeden: Naruto to mashin to mitsu no onegai dattebayo!! (劇場版NARUTO-ナルト-そよ風伝　ナルトと魔神と3つのお願いだってばよ！！). El tema principal "if" és interpretat per Kana Nishino. La pel·lícula està ambientada després de l'episodi 171.
Es va estrenar a la plataforma AnimeBox el 7 de juliol de 2023 amb doblatge i subtítols en català.

## Argument
L’equip d'en Naruto està a punt de capturar el malvat ninja Mukade, quan invoca el poder del Ryumyaku, un antic canal de txakra subterrani. En Naruto queda atrapat en ell i viatja en el temps fins al passat a la ciutat de Loulan, coneguda pels seus milers de torres. Allà, en Naruto troba el que seria el futur Quart Hokage, en Minato Namikaze, embarcat en una missió supersecreta, i la reina de Loulan, la Saara, el regnat de la qual es veu amenaçat per en Mukade.